# Chaim Hazaz
Chaim Hazaz (även Hayyim Hazaz) född 16 september 1898 i Sidorovichi, död 1973 i Jerusalem, var en hebreisk författare.
Hazaz arbetade vid den hebreiska dagstidningen Ha'am i Moskva under den ryska revolutionen. År 1920 flydde han till Konstantinopel och senare till Västeuropa, Paris och Berlin. Efter nio år här utvandrade han till Brittiska Palestinamandatet där han 1967 anslöt sig till rörelsen Stor-Israel.